# Jewel Plummer Cobb
 Jewel Isodora Plummer Cobb (* 17. Januar 1924 in Chicago, Illinois, USA; † 1. Januar 2017 in Maplewood, New Jersey, USA) war eine US-amerikanische Biologin und Hochschullehrerin. Sie war Präsidentin der California State University in Fullerton (Kalifornien).

## Leben und Werk
Cobb war das einzige Kind der Sportlehrerin Carriebel (Cole) Plummer und von dem Dermatologen Frank V. Plummer, dem ersten Afroamerikaner, der an der Cornell University in Medizin promovierte. Plummers Großvater väterlicherseits war ein befreiter Sklave, der 1898 seinen Abschluss an der Howard University erwarb und als Apotheker tätig war.
Cobbs immatrikulierte sich 1942 an der University of Michigan. Aufgrund der getrennten Unterbringung afroamerikanischer Studenten wechselte sie im zweiten Studienjahr an das Talladega College in Alabama, wo sie 1944 einen Bachelor-Abschluss in Biologie erwarb und Mitglied der Alpha Kappa Alpha Schwesternschaft wurde.
Cobb wurde zunächst als Afroamerikanerin ein Stipendium für ein Aufbaustudium in Biologie an der New York University verweigert, aber nach einem Interview wurde ihr das Stipendium gewährt. Sie erhielt 1947 ihren Master-Abschluss an der New York University und promovierte 1950 mit dem Schwerpunkt Zellphysiologie mit der Dissertation: Mechanisms of Pigment Formation. In ihrer Dissertation untersuchte sie die Bildung von Melaninpigmentgranulaten in vitro unter Verwendung des Enzyms Tyrosinase. Noch während ihres Studiums wurde sie zur unabhängigen Forscherin für das Marine Biological Laboratory in Woods Hole (Massachusetts) ernannt. Nach ihrer Promotion war sie bis 1952 Biologielehrerin an der New York University und arbeitete als Postdoktorandin gleichzeitig für das National Cancer Institute am Harlem Hospital. Von 1952 bis 1954 war sie in Chicago Dozentin für Anatomie am College of Medicine an der University of Illinois und leitete das Tissue Culture Laboratory.
1954 heiratete sie den Versicherungskaufmann Roy Cobb, mit dem sie 1957 einen Sohn bekam. 1967 ließ sich das Paar scheiden.
Von 1956 bis 1957 war sie Assistenzprofessorin an der medizinischen Fakultät der New York University und gleichzeitig Gastdozentin am Hunter College. Von 1960 bis 1969 leitete sie das Biologielabor am Sarah Lawrence College und forschte dort für die National Science Foundation. Anschließend war sie bis 1976 Professorin für Zoologie und Dekanin für Kunst und Wissenschaften am Connecticut College und Direktorin des American Council on Education. Von 1976 bis 1981 war sie Professorin für Biologie und Dekanin am Douglass Residential College der Rutgers University, der State University of New Jersey.
Cobb wurde 1981 Präsidentin der California State University in Fullerton und gründete dort das erste privat finanzierte Gerontologiezentrum in Orange County (Kalifornien). Kurz nach ihrer Pensionierung 1990 wurde Cobb zum Trustee-Professor der California State University in Los Angeles ernannt. 2001 war sie leitende Forscherin für das Science Technology Engineering Program (STEP) Up for Youth – ASCEND-Projekt an der California State University.
Neben ihrer Tätigkeit in vielen Stiftungsräten erhielt sie mehr als 20 Ehrendoktorwürden. Cobb lebte bis zu ihrem Tod im Alter von 92 Jahren in Maplewood.

## Forschung
Cobbs Forschung umfasste Arbeiten zur Beziehung zwischen Melanin und Hautschäden sowie zu den Auswirkungen von Hormonen, ultraviolettem Licht und Chemotherapeutika auf die Zellteilung. Sie entdeckte, dass Methotrexat bei der Behandlung bestimmter Hautkrebsarten, Lungenkrebsarten und Kinderleukämie wirksam ist. Dieses Medikament wird auch heute noch in der Chemotherapie verwendet, um eine Vielzahl von Krebsarten und Autoimmunerkrankungen zu behandeln, darunter: Brustkrebs, Kopf- und Halskrebs, Lungenkrebs, Leukämie und einige Arten von Lymphomen. Cobb veröffentlichte als erste Daten zu Actinomycin D und seiner Fähigkeit, eine Reduktion der Nukleolen im Zellkern normaler und bösartiger menschlicher Zellen zu bewirken.

## Auszeichnungen und Ehrungen (Auswahl)
- Ehrendoktorwürde Medical College of Pennsylvania
- Ehrendoktorwürde Northern University
- Ehrendoktorwürde Rensselaer Polytechnic Institute
- Ehrendoktorwürde Rutgers University
- Ehrendoktorwürde Tuskegee University
- Reginald Wilson Award[3]
- 1982: Candace Award, National Coalition of 100 Black Women[4]
- 1993: Lifetime Achievement Award, National Academy of Sciences[5]
- 1999: Achievement in Excellence Award from the Center for Excellence in Education
- 2008: Aufnahme in die Connecticut Women's Hall of Fame[6]
- 2021 benannte Woods Hole eine Straße in der Nähe des Marine Biological Laboratory zu Ehren von Cobb in Jewel Cobb Road um.[7][8]

## Mitgliedschaften
- American Association for the Advancement of Science
- Human Resource Commission
- Sigma Xi
- National Science Foundation
- Institute of Medicine (später National Academy of Medicine)
- Allied Corporation's board of directors
- Tissue Culture Association of the Education Committee
- Marine Biological Laboratory
- Board of Trustees for the Institute of Education Management

## Veröffentlichungen (Auswahl)
- mit Dorothy G. Walker, Jane C. Wright: Comparative chemotherapy studies on primary short-term cultures of human normal, benign, and malignant tumor tissues—a five-year study. Cancer research 21.5, 1961, S. 583.
- mit Dorothy G. Walker: Studies on Human Melanoma Cells in Tissue Culture I. Growth Characteristics and Cytology. Cancer research 20.6, 1960, S. 858–867.
- mit Dorothy G. Walker: Effect of Actinomycin D on Tissue Cultures of Normal and Neoplastic Cells23. 1958.
- A National Assessment of Performance and Participation of Women in Mathematics, 1979.
- A Study of the Learning Environment at Women's Colleges. 1981.
- A Survey of Black American Doctorates. 1968.
- A Survey of the Current Status and Plans of Colleges Traditionally for Women Only. 1972.
- A Survey of Research Concerns on Women's Issues. 1975
- Academic Challenges. 1990.
- Access and Power for Blacks in Higher Education. 1972.
- Advancing Women's Leadership in Science. 1995.
- An Assessment of Factors Affecting Female Participation in Advanced Placement Programs in Mathematics, Chemistry, and Physics. 1975.
- An Impact Analysis of Sponsored Projects to Increase the Participation of Women in Careers in Science and Technology. 1977.
- And Pleasantly Ignore my Sex. 1974.
- Annual Report of the National Science Foundation Committee on Equal Opportunities in Science and Technology. 1982.
- Black Initiative and Governmental Responsibility. 1987.
- Careers in Science and Engineering for Black Americans. 1972.
- Changing America: The New Face of Science and Engineering. 1989.
- Data on Women in Scientific Research. 1977.